# Justin Reiter
Justin Reiter (Truckee, 2 de febrero de 1981) es un deportista estadounidense que compitió en snowboard. Ganó una medalla de plata en el Campeonato Mundial de Snowboard de 2013, en la prueba de eslalon paralelo.

## Medallero internacional
| Campeonato Mundial | Campeonato Mundial              | Campeonato Mundial | Campeonato Mundial |
| Año                | Lugar                           | Medalla            | Competición        |
| ------------------ | ------------------------------- | ------------------ | ------------------ |
| 2013               | Stoneham-et-Tewkesbury (Canadá) | Medalla de plata   | Eslalon paralelo   |